# Cuidado con Porky’s
Cuidado con Porky’s (título original: Revenge of the Cheerleaders) es una película estadounidense de comedia y deporte de 1976, dirigida por Richard Lerner, que a su vez la escribió junto a Ted Greenwald, Ace Baandige y Nathaniel Dorsky, este último también se encargó de la fotografía, musicalizada por John Sterling y elenco está compuesto por Jerii Woods, Cheryl Smith y David Hasselhoff, entre otros. El filme fue realizado por Cheerful Productions y se estrenó el 1 de mayo de 1976.

## Sinopsis
Las porristas de Aloha High, que tienen bastante poder en su colegio mal dirigido, pelean contra los promotores inmobiliarios, estos quieren fusionar su establecimiento con uno rival para transformarlo en un centro comercial.